# Agdistis morini
Agdistis morini is een vlinder uit de familie vedermotten (Pterophoridae). De wetenschappelijke naam is voor het eerst geldig gepubliceerd in 2001 door Huemer.
De soort komt voor in Europa.